# 2007年バスケットボール男子アメリカ選手権
2007年FIBAアメリカ男子バスケットボール選手権（2007ねんFIBAだんしバスケットボールせんしゅけん、2007 FIBA Americas Basketball Championship）は、アメリカ合衆国ネバダ州ラスベガスのトーマス&マック・センターで開催されたバスケットボールアメリカ選手権男子大会。
全10ヶ国が出場し、開催国である米国が2大会ぶり6回目の優勝を飾った。米国・アルゼンチンは北京オリンピックへの米大陸代表としての出場権を獲得した。ブラジル・プエルトリコ・カナダは世界最終予選へ進む。

## 決勝
| 9月2日 16:00 |

|  |

| アルゼンチン                                            | 81–118 | アメリカ                                       |
| クォーター・スコア: 14–35, 20–24, 27–34, 20–25          |        |                                                |
| Pts: Scola 23 Rebs: Kammerichs 7 Asts: Scola, Porta 各3 |        | Pts: Bryant 31 Rebs: Anthony 8 Asts: Bryant 14 |

## 最終結果
| 順位 | 国                       |
| ---- | ------------------------ |
| 1    | アメリカ合衆国           |
| 2    | アルゼンチン             |
| 3    | プエルトリコ             |
| 4    | ブラジル                 |
| 5    | カナダ                   |
| 6    | ウルグアイ               |
| 7    | メキシコ                 |
| 8    | ベネズエラ               |
| 9    | パナマ                   |
| 10   | アメリカ領ヴァージン諸島 |